# Бри, Мария Феликсовна
Мария Феликсовна Бри (Бри-Бейн) (2 июня 1892, Одесса — 1972, Москва) — художница, плакатист, график.

## Биография
Родилась в 1892 году в Одессе.
С 1910 по 1915 году училась в Одесском художественном училище у К. Костанди.
С 1919 года — член Товарищества южнорусских художников. Публиковала свои работы в одесских периодических изданиях.
С 1923 года проживала в Москве. В 1924 году работала и училась в студии И. И. Машкова.
С 1926 по 1928 годы — член Ассоциации художников революционной России. С 1928 по 1932 годы — член Ассоциации художников революции.
С 1930 года создавала агитплакаты.
Некоторые картины хранятся в Третьяковской галерее, («В университете трудящихся Востока» (1929), «Женщина-радист» (1930)), плакаты — в фондах Российской государственной библиотеки и Национальной библиотеки Беларуси.

## Участие в выставках
- Выставки Общества независимых художников (1917, 1918);
- XXVII—XXIX выставки Товарищества южнорусских художников (1917—1919);
- Выставка Одесского общества изящных искусств (лето 1918);
- 1-я народная выставка (1919);
- Выставка памяти Т. Г. Шевченко (1920),
- 1-я выставка «Искусство движения» (1925).

## Премии
- 1-я премия на конкурсе плакатов к 10-летию со дня смерти В. И. Ленина (1934).